# Tephritis annuliformis
Tephritis annuliformis är en tvåvingeart som beskrevs av Wang 1990. Tephritis annuliformis ingår i släktet Tephritis och familjen borrflugor. Inga underarter finns listade i Catalogue of Life.